# Delphyre flaviventralis
Delphyre flaviventralis là một loài bướm đêm thuộc phân họ Arctiinae, họ Erebidae.